# 阿羅約 (波多黎各)

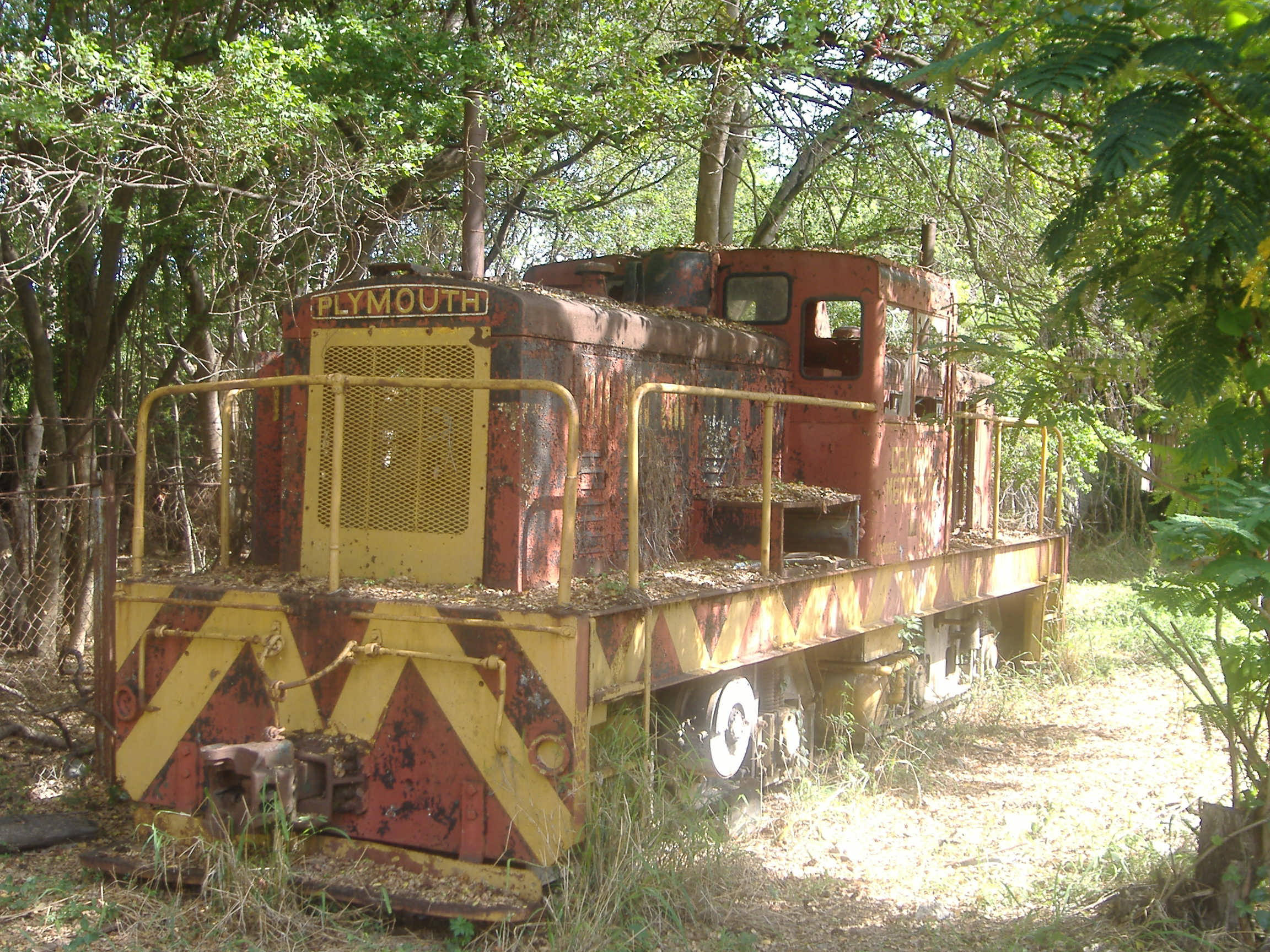

阿羅約（英語：Arroyo）是波多黎各的城鎮，位於該島東南部，始建於1855年12月25日，面積60平方公里，主要經濟活動有製造業和製藥業，2010年人口19,575，人口密度每平方公里330人。

## 外部連結
- Welcome to Puerto Rico Arroyo （页面存档备份，存于）
- Arroyo Weather Station Live